# 10961 Buysballot
10961 Buysballot è un asteroide della fascia principale. Scoperto nel 1960, presenta un'orbita caratterizzata da un semiasse maggiore pari a 2,2170745 UA e da un'eccentricità di 0,1260230, inclinata di 1,01234° rispetto all'eclittica.